# بطولة كرة القدم الألمانية 1960
بطولة كرة القدم الألمانية 1960 (بالألمانية: Deutsche Fußballmeisterschaft 1959/60)‏ هو الموسم 50 من بطولة كرة القدم الألمانية ‏. أقيم خلال الفترة 7 مايو 1960 وحتى 25 يونيو 1960، وأشرف على تنظيمه اتحاد ألمانيا لكرة القدم، وكان عدد الأندية المشاركة فيه 9، وفاز فيه نادي هامبورغ.